# Stylída
Stylída (Stilís, Stylida) är en kommunhuvudort i Grekland.   Den ligger i prefekturen Fthiotis och regionen Grekiska fastlandet, i den centrala delen av landet, 140 km nordväst om huvudstaden Aten. Stylída ligger 52 meter över havet och antalet invånare är 4 892.
Terrängen runt Stylída är varierad. Havet är nära Stylída söderut.  Närmaste större samhälle är Lamia, 15,9 km väster om Stylída. 